# Gaëtane Thiney
Gaëtane Thiney (Troyes, 28 oktober 1985) is een voetbalspeelster uit Frankrijk. Ze speelt als aanvaller voor Paris FC in de Division 1 Féminine.

## Clubcarrière
Thiney begon haar voetbalcarrière bij ASS Brienne-le-Château in de Franse gemeente Brienne-le-Château, ten noordoosten van haar geboorteplaats Troyes. Hierna kwam ze uit voor het een paar kilometer noorderlijker gelegen Saint-Memmie actief in de eerste divisie van het Franse vrouwenvoetbal. Tijdens het seizoen 2000/01 maakte Thiney haar debuut. Ze kwam zes seizoenen uit voor de club. Voorafgaand aan het seizoen 2005/06 stapte ze over naar US Compiègne Oise in Compiègne. In haar eerste seizoen kwam Thiney tot 21 wedstrijden en vijf doelpunten. Desondanks degradeerde US Compiègne naar de tweede divisie. Ze bleef de club trouw en wist in deze tweede divisie twintig keer tot scoren te komen in achttien wedstrijden.
Thiney wist de interesse te wekken van FCF Juvisy, actief op het hoogste Franse voetbalniveau. In het seizoen 2008/09 kwam ze tot 21 competitiewedstrijden voor de club, waarin ze zeven keer tot scoren kwam en daarmee haar club hielp aan een derde plaats. Dit was één punt te weinig voor deelname aan het nieuw opgerichte Champions League. In het seizoen 2009/10 kwam Thiney tot negen doelpunten en hielp haar ploeg daarmee achter een tweede plaats achter Olympique Lyon. Hiermee dwong Juvisy deelname aan de Champions League af. In de eerste kwalificatieronde kwam Thiney tot scoren in een 12-0 overwinning op het Estse Levadia Tallinn. Ze haalde met Juvisy de knockoutfase, waarin ze met doelpunten bijdroeg aan een 9-0 overwinning op de IJslandse club Breiðablik in de eerste ronde. Juvisy werd in de volgende ronde echter uitgeschakeld tegen de later kampioen 1. FFC Turbine Potsdam. Met elf doelpunten was Thiney tweede topscoorster van Juvisy achter Laëtitia Tonazzi in de Division 1 Féminine. Ze eindigden echter wel op de vierde plaats in de competitie.
Thiney bleef Juvisy trouw toen de club voorafgaand aan het seizoen 2016/17 overging als Paris FC. Ze speelde over de 300 wedstrijden voor de club en kwam in het seizoen 2023/24 met Paris FC uit in de groepsfase van de Champions League.
Op 1 april 2025 kondigde Thiney aan na het seizoen 2024/25 afscheid te nemen als profvoetbalster.

## Statistieken
| Seizoen | Club            | Land             | Competitie          | Wedstrijden | Doelpunten |
| ------- | --------------- | ---------------- | ------------------- | ----------- | ---------- |
| 2008/09 | FCF Juvisy      | Frankrijk        | Division 1 Féminine | 0           | 0          |
| 2009/10 | FCF Juvisy      | Frankrijk        | Division 1 Féminine | 22          | 9          |
| 2010/11 | FCF Juvisy      | Frankrijk        | Division 1 Féminine | 21          | 11         |
| 2011/12 | FCF Juvisy      | Frankrijk        | Division 1 Féminine | 22          | 14         |
| 2012/13 | FCF Juvisy      | Frankrijk        | Division 1 Féminine | 17          | 13         |
| 2013/14 | FCF Juvisy      | Frankrijk        | Division 1 Féminine | 22          | 25         |
| 2014/15 | FCF Juvisy      | Frankrijk        | Division 1 Féminine | 22          | 14         |
| 2015/16 | FCF Juvisy      | Frankrijk        | Division 1 Féminine | 21          | 11         |
| 2016/17 | FCF Juvisy      | Frankrijk        | Division 1 Féminine | 21          | 8          |
| 2017/18 | Paris FC        | Frankrijk        | Division 1 Féminine | 22          | 11         |
| 2018/19 | Paris FC        | Frankrijk        | Division 1 Féminine | 22          | 8          |
| 2019/20 | Paris FC        | Frankrijk        | Division 1 Féminine | 14          | 2          |
| 2020/21 | Paris FC        | Frankrijk        | Division 1 Féminine | 22          | 3          |
| 2021    | NJ/NY Gotham FC | Verenigde Staten | NSWL                | 13          | 2          |
| 2021/22 | Paris FC        | Frankrijk        | Division 1 Féminine | 11          | 3          |
| 2022/23 | Paris FC        | Frankrijk        | Division 1 Féminine | 21          | 5          |
| 2023/24 | Paris FC        | Frankrijk        | Division 1 Féminine | 23          | 9          |
| 2024/25 | Paris FC        | Frankrijk        | Division 1 Féminine | 19          | 5          |
| Totaal  | Totaal          | Totaal           | Totaal              | 335         | 153        |

Laatste update: 2 april 2025

## Interlandcarrière

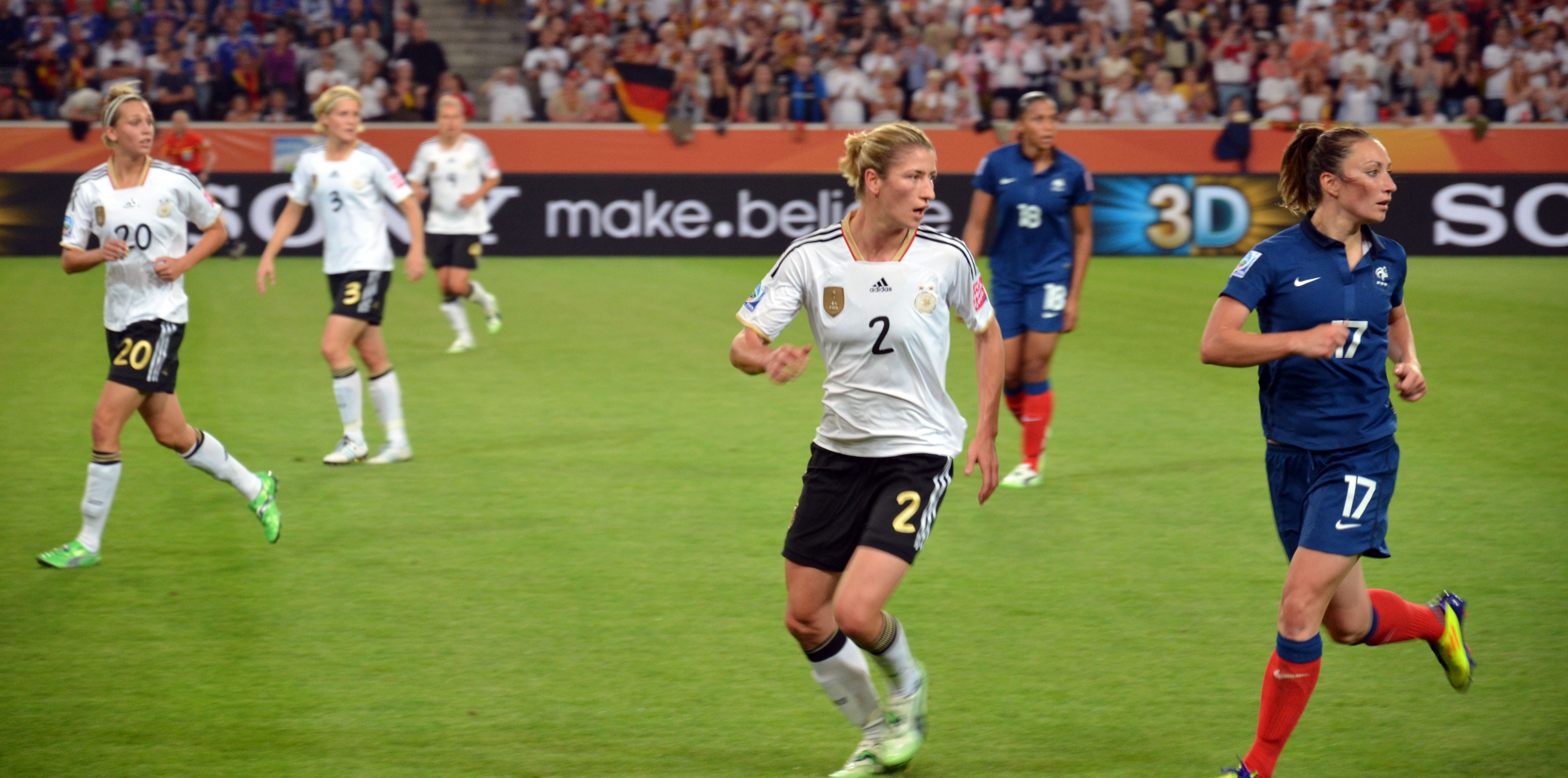
Thiney met Bianca Schmidt in een wedstrijd tegen Duitsland op het WK 2011

Thiney maakte haar debuut voor het Franse nationale team op 28 februari 2007 in een 2-0 overwinning op China. Tijdens de kwalificatiereeks voor het EK 2009 wist ze tweemaal tot scoren te komen tegen Slovenië en Servië. Op het EK 2009 maakte ze haar enige doelpunt in een 1-5 nederlaag in het groepsfaseduel tegen latere Europees kampioen Duitsland. Frankrijk haalde de kwartfinales, waarin het na penalty's verloor van Nederland. Op 28 oktober 2009 maakte Thiney haar eerste hattrick in een WK 2011 kwalificatieduel tegen Estland. Frankrijk won de wedstrijd met 12-0. Thiney kwam twaalf keer tot scoren in deze kwalificatiereeks, inclusief in een doelpunt in een 3-2 playoff overwinning op Italië, waardoor Frankrijk zich wist te plaatsen voor het WK 2011. Tijdens het WK 2011 maakte Thiney twee doelpunten in het twee groepsduel tegen Canada. Door deze overwinning plaatste Frankrijk zich voor de knockoutfase van het eindtoernooi.
Met Frankrijk nam Thiney ook deel aan het EK 2013, WK 2015, EK 2017 en het WK 2019 in eigen land. Na het WK in eigen land stopte Thiney als international van Frankrijk. Haar laatste interland speelde ze op 9 november 2019 tegen Servië.